# Michael Ballhaus

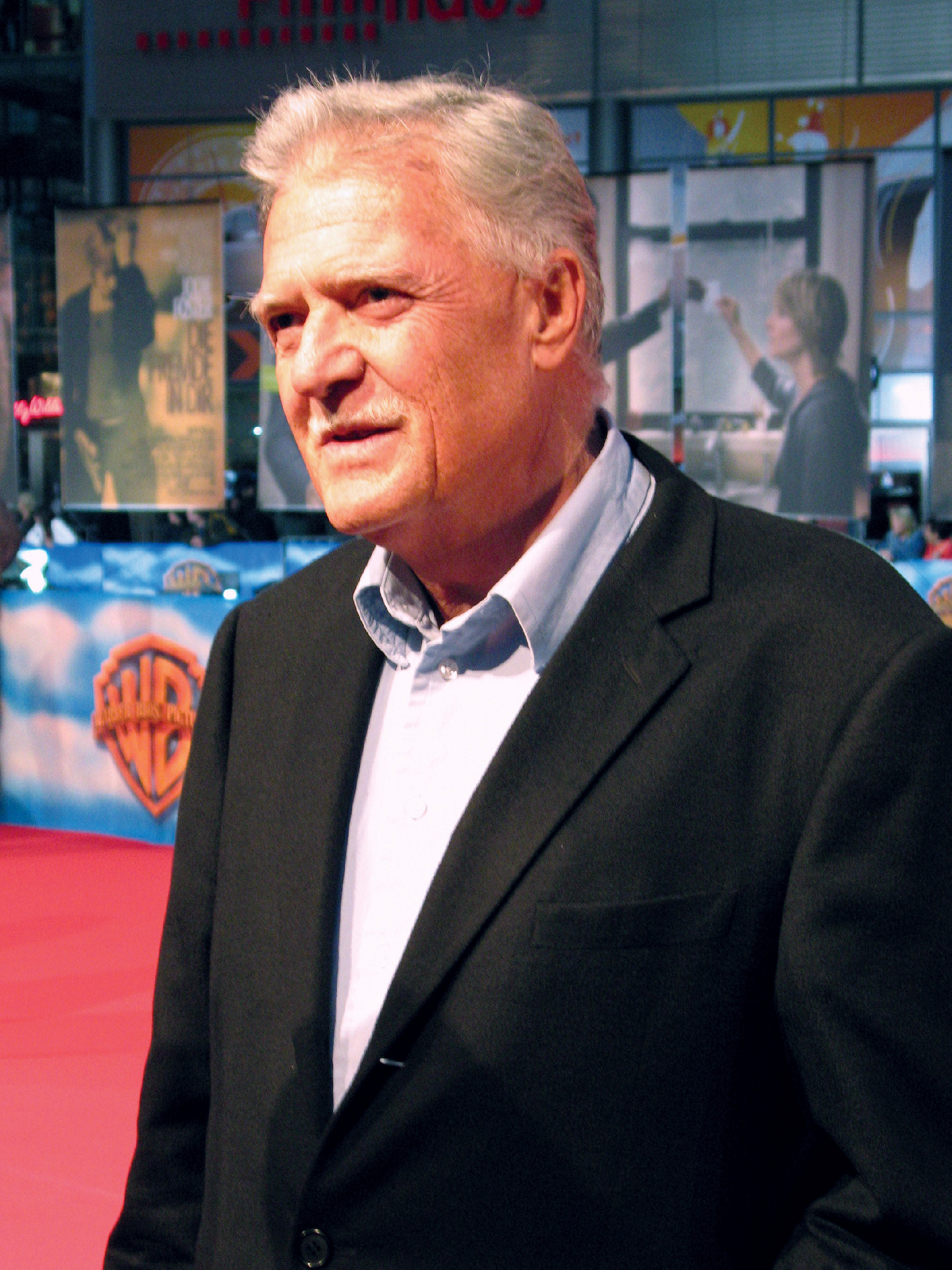
Michael Ballhaus 2007.

Michael Ballhaus, född 5 augusti 1935 i Berlin, död 12 april 2017 i Berlin, var en tysk filmfotograf. 
Ballhaus hade en lång karriär som även innefattar en internationell karriär i Hollywood. Ballhaus arbetade under flera år tillsammans med Rainer Werner Fassbinder och gjorde i USA gjort ett antal filmer tillsammans med Martin Scorsese till exempel  Maffiabröder (1990).
Ballhaus nominerades till tre Oscars för bästa foto, men vann aldrig. De tre filmer för vilka han nominerades är Broadcast News - nyhetsfeber (1987), De fantastiska Baker Boys (1989) och Gangs of New York (2002).

## Filmografi (urval)
- 1976 – Kinesisk roulette
- 1985 – En natt i New York
- 1986 – The Color of Money – revanschen
- 1987 – Broadcast News - nyhetsfeber
- 1988 – Kristi sista frestelse
- 1989 – De fantastiska Baker Boys
- 1990 – Maffiabröder
- 1994 – Quiz Show
- 1995 – Outbreak - I farozonen
- 1996 – Sleepers
- 1997 – Air Force One
- 1998 – Spelets regler
- 1999 – Wild Wild West
- 2000 – Legenden om Bagger Vance
- 2002 – Gangs of New York
- 2003 – Uptown Girls
- 2003 – Galen i kärlek
- 2006 – The Departed